# Oda al Caldillo de Congrio

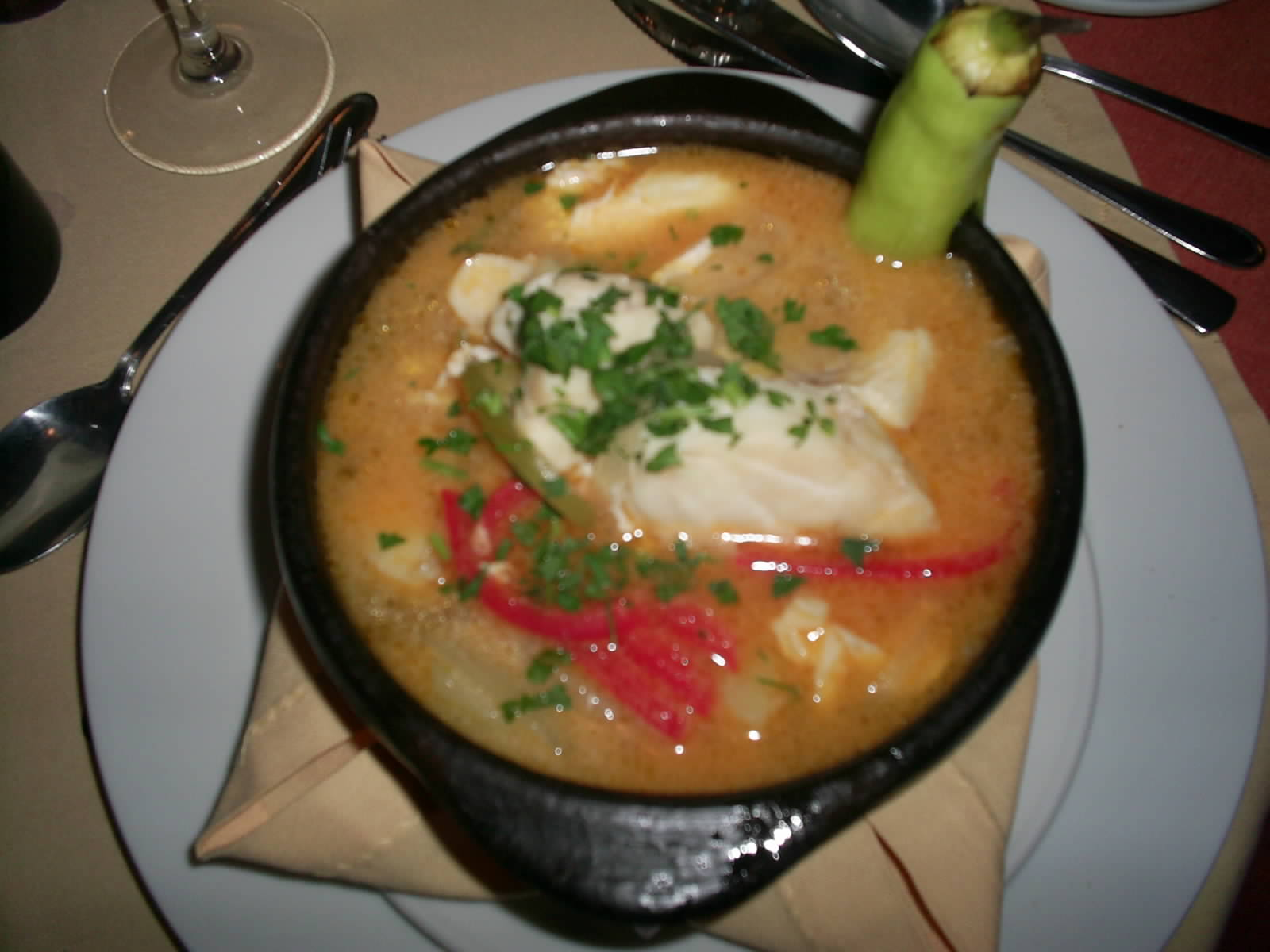
Un plato de caldillo de congrio.

Oda al caldillo de congrio es una composición poética escrita por el poeta chileno y premio nobel de literatura de 1971 Pablo Neruda en honor a ese plato típico de la gastronomía de Argentina y Chile, haciendo un juego entre la preparación y los sabores del plato, en el restaurante Chez Camilo de la localidad de El Quisco.

En el mar

tormentoso

de Chile

vive el rosado congrio,

gigante anguila

de nevada carne.

Y en las ollas

chilenas,

en la costa,

nació el caldillo

grávido y suculento,

provechoso.

Lleven a la cocina

el congrio desollado,

su piel manchada cede

como un guante

y al descubierto queda

entonces

el racimo del mar,

el congrio tierno

reluce

ya desnudo,

preparado

para nuestro apetito.

Ahora

recoges

ajos,

acaricia primero

ese marfil

precioso,

huele

su fragancia iracunda,

entonces

deja el ajo picado

caer con la cebolla

y el tomate

hasta que la cebolla

tenga color de oro.

Mientras tanto

se cuecen

con el vapor

los regios

camarones marinos

y cuando ya llegaron

a su punto,

cuando cuajó el sabor

en una salsa

formada por el jugo

del océano

y por el agua clara

que desprendió la luz de la cebolla,

entonces

que entre el congrio

y se sumerja en gloria,

que en la olla

se aceite,

se contraiga y se impregne.

Ya sólo es necesario

dejar en el manjar

caer la crema

como una rosa espesa,

y al fuego

lentamente

entregar el tesoro

hasta que en el caldillo

se calienten

las esencias de Chile,

y a la mesa

lleguen recién casados

los sabores

del mar y de la tierra 

para que en ese plato

tú conozcas el cielo.
Pablo Neruda, Oda al caldillo de congrio.